# 내일 없는 그날
"내일 없는 그날"은 한국에서 제작된 민경식 감독의 1959년 영화이다. 이민 등이 주연으로 출연하였고 최도선 등이 제작에 참여하였다.

## 출연

### 주연
- 이민
- 도금봉
- 문정숙

## 제작진
- 조명: 최용진
- 녹음: 손인호
- 미술: 임명선